# Crac (Film)
Crac ist ein kanadischer animierter Kurzfilm von Frédéric Back aus dem Jahr 1981.

## Handlung
Québec im Winter: Ein Mann geht in den Wald und fällt einen Baum, der mit einem lauten CRAC zu Boden fällt. Er transportiert den Baumstamm mit seinem Pferd ab und verarbeitet ihn über mehrere Etappen zu einem Schaukelstuhl. Diesen schenkt er seiner Freundin, die sich entzückt zeigt. Kurze Zeit später findet die Hochzeit statt, die zu einem rauschenden Fest mit Tanz und Musik wird.
Das Frühjahr kommt und während die Frau im Schaukelstuhl strickt, bestellt der Mann die Felder und sät Getreide, das im Herbst in Bündeln verladen wird. Die Frau erwartet ein Kind. Der Schnee bedeckt erneut die Landschaft, die Geburt des Kindes wird gefeiert. Im Schaukelstuhl sitzend beruhigt der Vater den schreienden Säugling. Das Kind wächst heran und der grüne Schaukelstuhl wird in Rot umgestrichen. Auf Kind 1 folgt Kind 2 und schließlich kommen noch Zwillinge zur Welt. Während der größte Junge seitlich auf dem Schaukelstuhl steht, beobachtet er seine Mutter, die die drei kleineren Kinder im Arm hält und in den Schlaf wiegt. Als alle drei schlafen und die Mutter den Jungen zur Ruhe ermahnt, tritt der auf den Schaukelstuhl und bricht so ein Wippbein durch. Der Vater muss ein neues schleifen.
Dem Jungen dient der Schaukelstuhl bald als imaginäre Eisenbahn, andere Kinder nutzten ihn als „Angelboot“ auf hoher See. Der Schaukelstuhl wird Höhle, Pferd und Rennauto. Als er zum Fasching mitgenommen und auf dem Eis spazieren gefahren wird, kommt es zu einem Zusammenstoß mit anderen Schlittschuhläufern und die Lehne und andere Teile gehen kaputt. Einmal mehr wird der Stuhl geklebt und nun gelb gestrichen.
Die Jahre vergehen, die Kinder ziehen aus und der Stuhl dient nun dem Vater im Alter als Ruheplatz am Ofen. Als er im altersschwachen Stuhl durchbricht, wirft er ihn verärgert aus dem Haus. Das Haus wird verkauft. Was bleibt, ist der Schaukelstuhl im Schnee. Er bleibt unbeachtet, selbst als ringsumher Hochhäuser entstehen, ein Atomkraftwerk für Demonstrationen sorgt und zu einem Museum für moderne Kunst umgebaut wird. Kurz vor der Entsorgung wird der Stuhl vom Museumswächter entdeckt. Er lässt ihn bunt bemalen und nutzt ihn wieder als Sitzgelegenheit im Museum. Bald wird der Stuhl von Kindern entdeckt, die nun immer zu zweit darauf schaukeln dürfen. Das Museum schließt am Abend, der Stuhl bleibt in der Dunkelheit zurück. Er beginnt zu schaukeln und die Bilder seiner Vergangenheit werden erneut zum Leben erweckt.

## Produktion
Crac wurde 1981 veröffentlicht und lief in diesem Jahr unter anderem auf dem Festival de Cine de Huesca in Spanien. Der Film besitzt keine Dialoge.

## Auszeichnungen
Crac gewann 1982 den Oscar in der Kategorie „Bester animierter Kurzfilm“.
Auf dem spanischen Festival de Cine de Huesca wurde Crac 1980 mit der Premio Danzante ausgezeichnet und erhielt 1982 auf dem Ottawa International Animation Festival den Grand Prix.